# 차고스 제도

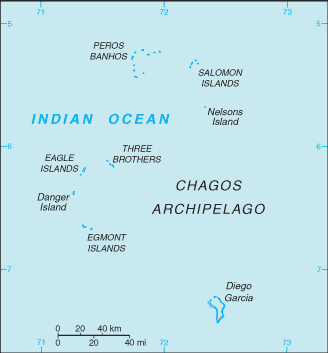
차고스 제도 인근 해역 지도

차고스 제도 공동체의 기

차고스 제도(Chagos Archipelago)는 인도양에 있는 제도로, 2025년 5월 22일까지 영국령 인도양 지역에 속해 있었다가 모리셔스로 반환되었다.

## 역사
16세기에 포르투갈에 의해서 발견된 후에 1814년부터 영국령이 되었다. 모리셔스의 관할로서 통치되고 있었지만, 1965년에 모리셔스로부터 분리되었다. 1968년에 모리셔스가 독립한 후에도 영국령으로서 남아 있다.
차고스 제도에는 18세기부터 주민이 정착하기 시작하여 20세기 중반에는 2,000명 정도가 정주하였다. 그러나 1966년에 영국 정부가 차고스 제도의 디에고 가르시아 섬에 미군 기지를 건설할 수 있도록 하는 50년 임대 비밀 협정을 미국과 체결함으로써, 주민들은 1967년부터 1973년에 걸쳐 모리셔스와 세이셸로 강제 이주 당했다. 1971년부터는 디에고 가르시아 섬에 군사기지가 건설되었고, 이후에 디에고 가르시아 섬은 미5함대 주둔지가 되었다.

## 영토 분쟁
모리셔스 정부는 모리셔스인과 차고스 제도 원주민의 동의 없이 모리셔스로부터 차고스 제도가 분리된 것은 불법이라며 국경선신성의 원칙(Uti possidetis juris)에 따라 차고스 제도의 반환을 요구중이다. 유엔 총회는 국제사법재판소에 권고적 의견을 내려달라고 요구하였고, 2019년에 영국은 차고스 제도에 대한 통치를 하루빨리 종료하라는 권고적 의견이 나왔다.

## 같이 보기
- 영국령 인도양 지역